# Ichneumon adonis
Ichneumon adonis är en stekelart som först beskrevs av Henry Lorenz Viereck 1903.  Ichneumon adonis ingår i släktet Ichneumon och familjen brokparasitsteklar. Inga underarter finns listade i Catalogue of Life.